# Groupe C du Championnat d'Europe masculin de handball 2016
Cet article détaille les matchs du Groupe D du tour préliminaire du Championnat d'Europe 2016 de handball organisé en Pologne du 15 janvier au 31 janvier 2016. 
Les trois premières équipes, à savoir l'Allemagne, l'Espagne et la Suède se sont qualifiées pour le tour principal.

## Classement final
|   | Équipe    | Pts | J | G | N | P | Bp | Bc | Diff | Dép |
| - | --------- | --- | - | - | - | - | -- | -- | ---- | --- |
| 1 | Espagne   | 5   | 3 | 2 | 1 | 0 | 80 | 75 | 5    | 0   |
| 2 | Allemagne | 4   | 3 | 2 | 0 | 1 | 81 | 79 | 2    | 0   |
| 3 | Suède     | 2   | 3 | 1 | 0 | 2 | 71 | 72 | -1   | 0   |
| 4 | Slovénie  | 1   | 3 | 0 | 1 | 2 | 66 | 72 | -6   | 0   |

| 16.01.2016 - 18h30 | Espagne   | 32 | 29 | Allemagne |
| 16.01.2016 - 20h45 | Suède     | 23 | 21 | Slovénie  |
| 18.01.2016 - 18h15 | Slovénie  | 24 | 24 | Espagne   |
| 18.01.2016 - 20h30 | Allemagne | 27 | 26 | Suède     |
| 20.01.2016 - 17h15 | Allemagne | 25 | 21 | Slovénie  |
| 20.01.2016 - 20h00 | Espagne   | 24 | 22 | Suède     |

## Détail des matchs
| 16 janvier 2016 18 h 30 | Espagne  | 32–29   | Allemagne   | Halle du Centenaire, Wrocław Affluence : 6 500 Arbitrage : Pichon, Reveret |
| 16 janvier 2016 18 h 30 | Rivera 7 | (18–15) | Dissinger 6 | Halle du Centenaire, Wrocław Affluence : 6 500 Arbitrage : Pichon, Reveret |
| 16 janvier 2016 18 h 30 | ×3 ×5 ×1 | Rapport | ×3 ×7       | Halle du Centenaire, Wrocław Affluence : 6 500 Arbitrage : Pichon, Reveret |

| 16 janvier 2016 20 h 45 | Suède    | 23-21   | Slovénie | Halle du Centenaire, Wrocław Affluence : 6 500 Arbitrage : Stoļarovs, Līcis |
| 16 janvier 2016 20 h 45 | Ekberg 4 | (16–9)  | Gaber 5  | Halle du Centenaire, Wrocław Affluence : 6 500 Arbitrage : Stoļarovs, Līcis |
| 16 janvier 2016 20 h 45 | ×2 ×6 ×1 | Rapport | ×2 ×5    | Halle du Centenaire, Wrocław Affluence : 6 500 Arbitrage : Stoļarovs, Līcis |

| 18 janvier 2016 18 h 15 | Slovénie | 24–24   | Espagne   | Halle du Centenaire, Wrocław Affluence : 6 000 Arbitrage : Gousko, Repkin |
| 18 janvier 2016 18 h 15 | Žvižej 9 | (13–10) | Rivera, 4 | Halle du Centenaire, Wrocław Affluence : 6 000 Arbitrage : Gousko, Repkin |
| 18 janvier 2016 18 h 15 | ×4 ×3 ×1 | Rapport | ×3 ×4 ×1  | Halle du Centenaire, Wrocław Affluence : 6 000 Arbitrage : Gousko, Repkin |

| 18 janvier 2016 20 h 30 | Allemagne   | 27-26   | Suède       | Halle du Centenaire, Wrocław Affluence : 6 500 Arbitrage : Gubica, Milošević |
| 18 janvier 2016 20 h 30 | Reichmann 9 | (13–17) | Jakobsson 8 | Halle du Centenaire, Wrocław Affluence : 6 500 Arbitrage : Gubica, Milošević |
| 18 janvier 2016 20 h 30 | ×4 ×5 ×1    | Rapport | ×3 ×0       | Halle du Centenaire, Wrocław Affluence : 6 500 Arbitrage : Gubica, Milošević |

| 20 janvier 2016 17 h 15 | Allemagne   | 25–21   | Slovénie    | Halle du Centenaire, Wrocław Affluence : 6 500 Arbitrage : Santos, Fonseca |
| 20 janvier 2016 17 h 15 | Reichmann 5 | (12–10) | Kavtičnik 6 | Halle du Centenaire, Wrocław Affluence : 6 500 Arbitrage : Santos, Fonseca |
| 20 janvier 2016 17 h 15 | ×2 ×7 ×1    | Rapport | ×2 ×7 ×1    | Halle du Centenaire, Wrocław Affluence : 6 500 Arbitrage : Santos, Fonseca |

| 20 janvier 2016 20 h 00 | Espagne  | 24–22   | Suède                | Halle du Centenaire, Wrocław Affluence : 6 200 Arbitrage : Nachevski, Nikolov |
| 20 janvier 2016 20 h 00 | Rivera 9 | (12–10) | Jakobsson, Östlund 4 | Halle du Centenaire, Wrocław Affluence : 6 200 Arbitrage : Nachevski, Nikolov |
| 20 janvier 2016 20 h 00 | ×3 ×2 ×1 | Rapport | ×2 ×4                | Halle du Centenaire, Wrocław Affluence : 6 200 Arbitrage : Nachevski, Nikolov |